# Canthydrus apicicornis
Canthydrus apicicornis is een keversoort uit de familie diksprietwaterkevers (Noteridae). De wetenschappelijke naam van de soort werd in 1895 gepubliceerd door Maurice Auguste Régimbart.
De soort werd ontdekt in Natal.